# Imagina de Isenburg-Limburg

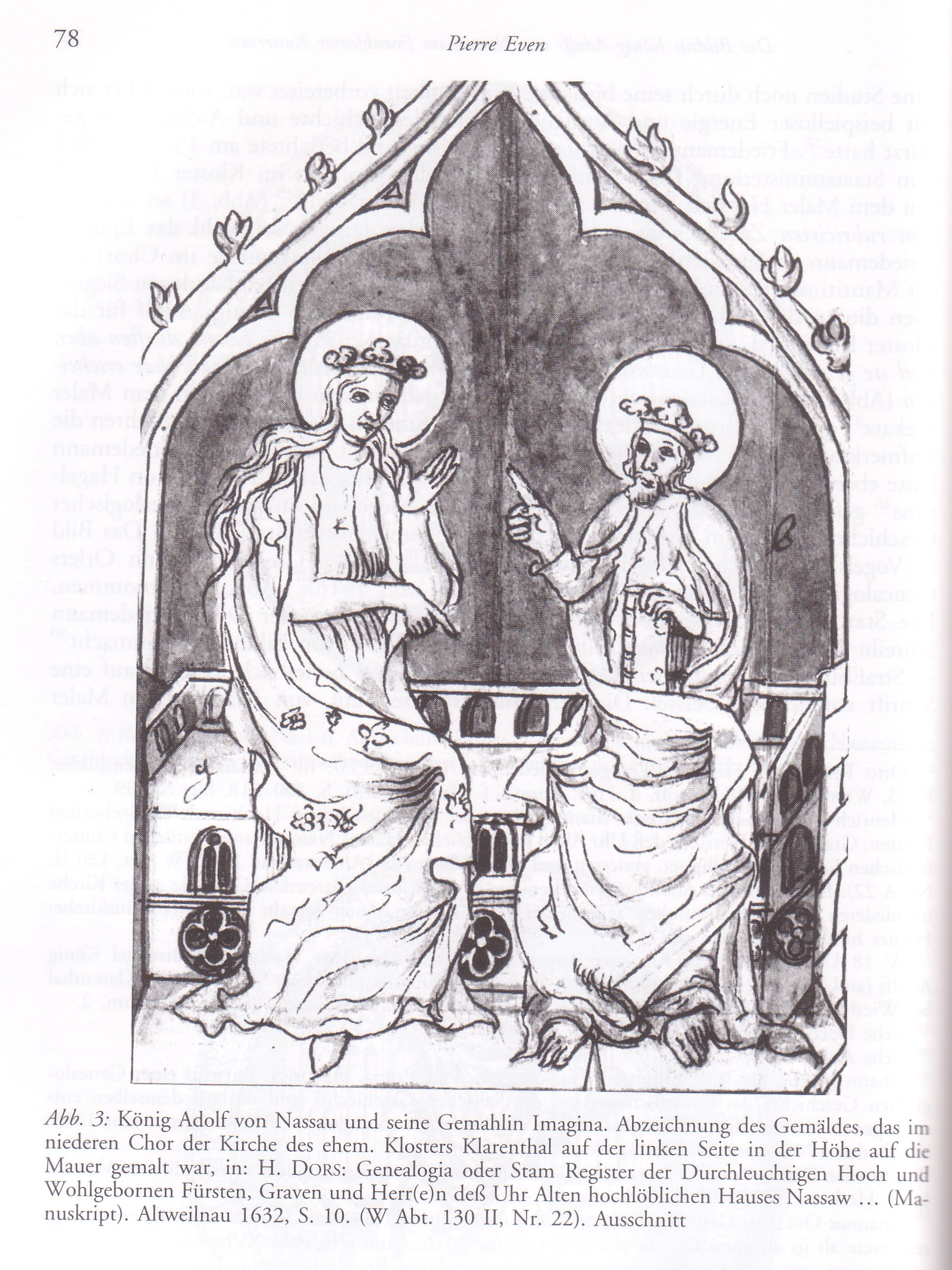
Adolfo e Imagina. Mural de la abadía Klarenthal.

Imagina de Isenburg-Limburg (ca. 1255-29 de septiembre de 1313?) fue la reina consorte de Adolfo de Nassau, un noble alemán que llegó a ser elegido rey de Romanos. 

## Vida
Imagina nació hacia 1255 (probablemente en Limburgo del Lahn). Era hija de Gerlach IV de Isenburg-Limburg (o Gerlach I de Limburg, según la numeración que se emplee) e Imagina de Blieskastel. Su padre, de la casa de Limburg (o Isenburg-Limburg, una línea colateral de la casa de Isenburg) dominaba Limburgo del Lahn. Sus abuelos paternos eran Enrique I de Isenburg-Grenzau y la mujer de este, Irmingarda de Büdingen, condesa de Cleberg.
En 1270, Imagina se casó con Adolfo de Nassau, de la línea walramiana de la casa de Nassau. Sus residencias principales fueron el castillo de Idstein y el de Wiesbaden-Sonnenberg. Tras la elección de Adolfo en 1292 como Rey de Romanos, residió principalmente en Reichsburg Achalm (Ruine Achalm) cuando no acompañaba a su marido en sus viajes.
A la muerte de Adolfo en la batalla de Göllheim, Imagina hizo erigir en el campo de batalla la "Cruz del Rey", un monumento gótico temprano. En 1309, fue testigo del traslado de los restos mortales de su marido desde la abadía Rosenthal (Kerzenheim) a la catedral de Espira. 
Imagina sobrevivió dos décadas a Adolfo, pero no se volvió a casar. Para su residencia como viuda, Imagina eligió primero el castillo de Weilburg, mudándose posteriormente a la abadía Klarenthal, cerca de Wiesbaden, donde era abadesa su hija Adelaida. Allí murió el 29 de septiembre de 1313, y allí fue enterrada.

## Hijos
Tuvo al menos ocho hijos de Adolfo:
- Enrique, muerto joven.
- Ruperto, muerto el 2 de diciembre de 1304
- Gerlach I de Nassau-Wiesbaden.
- Adolfo (1292-1294).
- Walram III de Nassau-Wiesbaden.
- Adelaida, abadesa de Klarenthal, muerta el 26 de mayo de 1338.
- Imagina,  muerta joven.
- Matilde de Nassau (antes de 1280 - Heidelberg, 19 de junio de 1323), casada con el duque Rodolfo I de Baviera.